# Tănase Tănase

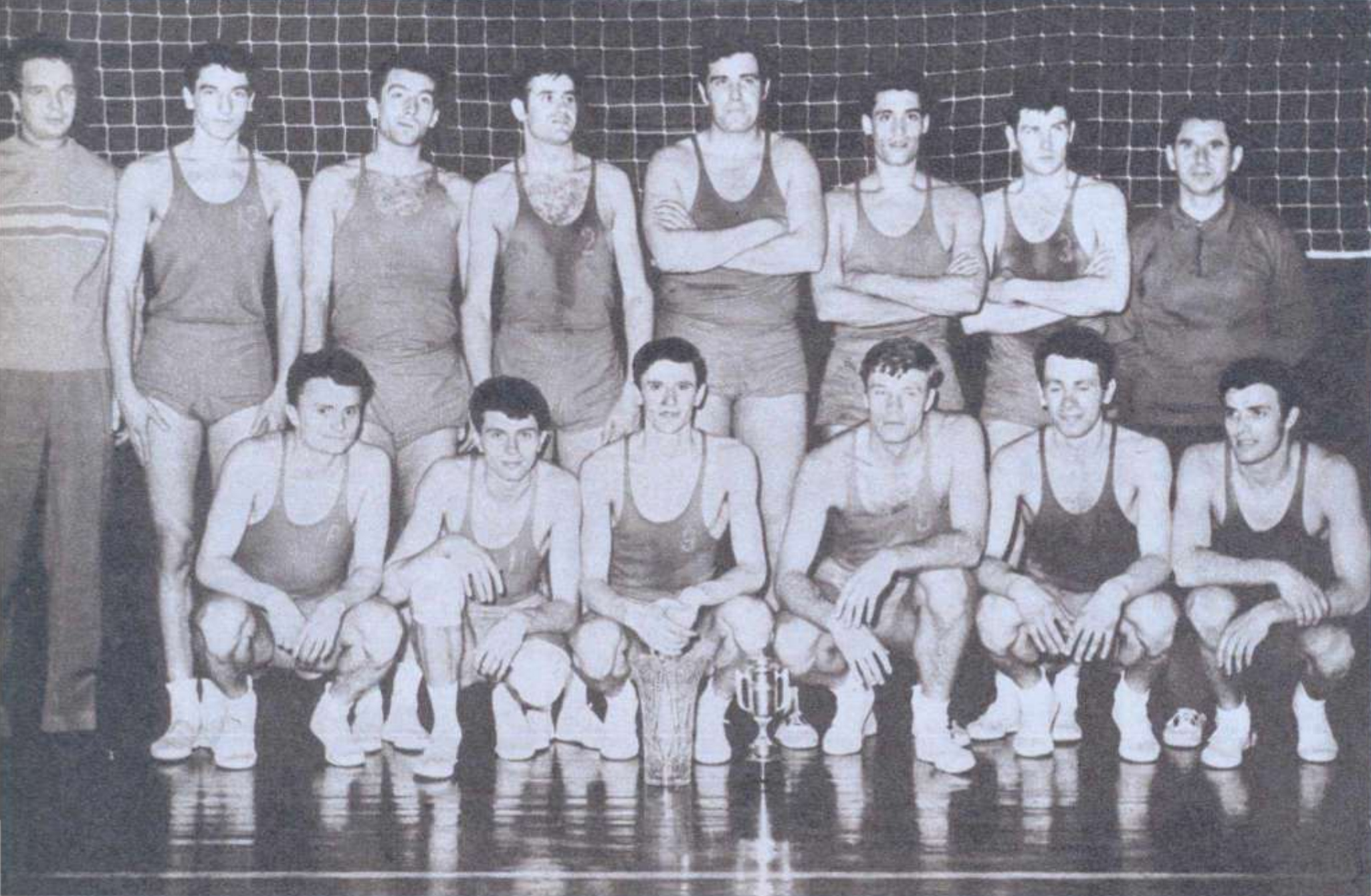
Echipa Steaua București din 1968. Tănase Tănase în rândul de sus, la dreapta.

Tănase Tănase (n. 28 mai 1925, Ploiești - d. 3 aprilie 2024) a fost un antrenor emerit de volei. 

## Biografie
A fost absolvent al Academiei de Științe Economice și al Școlii de antrenori, specializarea volei. 
Prima echipă de volei la care a activat a fost Tractorul Brașov, în perioada 1951-1965, având dublă calitate de antrenor și de jucător. A activat pentru o perioadă scurtă de timp la echipa masculină Constructorul Brăila, care a reprezentat o trambulină spre echipa Casa Centrală a Armatei din București (denumirea inițială a actualului Club Steaua), cu care a câștigat 5 titluri de campion național, în perioada 1966 - 1972. 
Pe plan internațional a fost cel mai prolific antrenor român de volei, conducând echipa masculină de volei Steaua București în o finală a Cupei Campionilor Europeni în 1969, și de două ori în semifinalele aceleiași competiții. 
Tănase Tănase a decedat în anul 2024 la vârsta de 98 de ani.

## Activitatea profesională sportivă
Tănase Tănase a început activitatea de antrenorat in 1951 și a condus de pe banca de joc peste 2400 de partide oficiale în calitate de antrenor principal, dintre care 205 au fost meciuri inter-țări și 239 de întâlniri din competiții europene. A coordonat echipele de volei românești intr-o finală și două semifinale de Cupa Campionilor Europeni.